# Burbankite
La burbankite è un minerale appartenente al gruppo omonimo.